# Stefan Uhmann
Stefan Uhmann (Perleberg, RDA, 28 de abril de 1986) es un deportista alemán que compitió en voleibol, en la modalidad de playa. Ganó una medalla de plata en el Campeonato Europeo de Vóley Playa de 2008.

## Palmarés internacional
| Campeonato Europeo | Campeonato Europeo  | Campeonato Europeo | Campeonato Europeo |
| Año                | Lugar               | Medalla            | Pareja             |
| ------------------ | ------------------- | ------------------ | ------------------ |
| 2008               | Hamburgo (Alemania) | Medalla de plata   | Kay Matysik        |